# Niger Delta People’s Volunteer Force
Die „Niger Delta People’s Volunteer Force“ ist eine der größten bewaffneten Gruppen im Nigerdelta. Sie besteht hauptsächlich aus Angehörigen der Ijaw, welche die größte ethnische Gruppe in dieser Region sind. Die Gründung der Miliz  erfolgte im Jahr 2004, um mehr Kontrolle über die Erdölvorkommen im Nigerdelta zu erreichen. Die NDPVF verlangte, dass alle Mineralölunternehmen ihre Tätigkeit im Delta einstellen.

## Gründung und Konflikte
Alhaji Mudschahid Dokubo-Asari (* 1. Juni 1964 in Asari) gründete die NDPVF 2004, nachdem er 2001 zum Präsidenten des  Ijaw Youth Council gewählt wurde. Die starke Präsenz der Ijaw in der "Niger Delta Peoples Volunteer Force" (NDPVF) führte zu langzeitlichen Rivalitäten mit den Itsekiri, welche eine weitere ethnische Gruppe im Delta sind. Die Hauptkonflikte fanden um die Stadt Warri und der Hauptstadt von Rivers State "Port Harcourt" statt. Der Konflikt in Port Harcourt fand im späten August 2004 zwischen der NDPVF und der Niger Delta Vigilante (NDV) statt. Die Taktik der NDPVF zur Kontrolle des Nigerianischen Deltas ist ein das bunkern von Petroleum, welches laut der Meinung der Regierung illegal ist, da es Eigentum des Staates ist.

## Verfügbarkeit von Waffen im Nigerdelta
Der Konflikt in Rivers State wurde brutaler durch die große Menge an Handfeuerwaffen, die in Warri, der Hauptstadt des Deltas, verkauft werden. Die Kämpfer im Delta gaben bei einem Interview mit der Human Rights Watch zu, Handfeuerwaffen, halbautomatische Gewehre und Raketenwerfer zu besitzen. Laut Aussage der Kämpfer wurden diese Waffen von politischen Parteien oder Personen, die Petroleum bunkern, gesponsert.